# Ertugrul Agca
Ertugrul Agca (ur. 2000) – niemiecki zapaśnik walczący w stylu wolnym. 
Zajął dziesiąte miejsce na mistrzostwach Europy w 2025. Ósmy w indywidualnym Pucharze Świata w 2020.  
Trzeci na ME U-23 w 2023. Trzeci na MŚ juniorów w 2019 i Europy w 2018 i 2019.
Mistrz Niemiec w latach: 2019 i 2024; drugi w 2022; trzeci w 2018 i 2023 roku.